# Microtonus trifasciatus
Microtonus trifasciatus is een keversoort uit de familie zwamspartelkevers (Melandryidae). De wetenschappelijke naam van de soort werd in 1893 gepubliceerd door George Charles Champion.